# 卡雷利市鎮

42°01′28″N 43°54′04″E / 42.02444°N 43.90111°E
卡雷利市鎮，是格魯吉亞東部内卡尔特利大区的市镇，行政中心为卡雷利。市镇面積为687.9平方公里，2014年人口数量为41,316人，人口密度每平方公里51人。